# 845
845（八百四十五、八四五、はっぴゃくよんじゅうご）は、自然数また整数において、844の次で846の前である。

## 性質
- 845は合成数であり、約数は 1, 5, 13, 65, 169, 845 である。
  - 約数の和は1098。
- 845 = 5 × 132
  - n = 13 のときの 5 × n2 の値とみたとき1つ前は720、次は980。(オンライン整数列大辞典の数列 A033429)
  - 2つの異なる素因数の積で p2 × q の形で表せる93番目の数である。1つ前は844、次は847。(オンライン整数列大辞典の数列 A054753)
- 各位の和が17になる49番目の数である。1つ前は836、次は854。

## その他 845 に関連すること
- ニュース845 ‐ NHKで20:45 - 20:59に放送されている（またはされていた）、ニュース番組。
- 「845」がつくニュース番組。
  - 首都圏ニュース845
  - まるごとニュース845
  - ニュースセンター845
  - ニュース山梨845
  - ニュースザウルス845
  - ニュース845 (NHK大阪)
  - ニュース845福岡
  - NHK手話ニュース845
- Intel 845 - インテルのチップセット。